# Balanopaceae
Balanopaceae es una familia de plantas de árboles y arbustos, nativas de Nueva Caledonia, Fiyi y Queensland (Australia). La familia contiene un solo género: Banalops.

## Taxonomía
El género fue descrito por Henri Ernest Baillon  y publicado en Adansonia 10: 117. 1871. La especie tipo no ha sido designada.

## Especies
- Balanops australiana
- Balanops balansae
- Balanops montana
- Balanops oliviformis
- Balanops pachyphylla
- Balanops pancheri
- Balanops reticulata
- Balanops sparsiflora
- Balanops sparsifolia
- Balanops vieillardii
- Balanops vitensis